# 多布羅沃季 (茲巴拉日區)
49°43′17″N 25°37′55″E / 49.72139°N 25.63194°E
多布羅沃季（烏克蘭語：Доброводи）是位於烏克蘭西部特諾皮爾州裏特諾皮爾區的村莊，始建於1463年，面積29.9平方公里，2001年人口1,917，人口密度每平方公里64.1人。